# 1468
1468 (MCDLXVIII) a fost un an bisect al calendarului iulian, care a început într-o zi de vineri.

## Nașteri
- 26 ianuarie: Guillaume Budé (a.k.a. Budaeus), umanist, diplomat, filolog și elenist francez (d. 1540)

## Decese
- 17 ianuarie: Gheorghe Kastrioti Skanderberg (n. George Kastrioti), 62 ani, eroul național albanez (n. 1405)